# Arnim Kahofer
Arnim Kahofer (* 25. September 1974 in Wien) ist ein österreichischer Karambolagespieler und dreifacher Europameister.

## Karriere
Kahofer fing 1987 im Alter von 12 Jahren mit dem Billardspiel an. Sein Vater, ein typischer Wiener Kaffeehausspieler, nahm ihn damals mit und entfachte damit seine Faszination für das Spiel. Nach einem Monat wollte der junge Kahofer seinen eigenen Queue. Der Vater nahm ihn mit in das berühmte Wiener Billardgeschäft von Heinrich Weingartner. Frau Weingartner schickte ihn in den Billardklub „Wiener Billard Assoziation“ (WBA), wo Weingartner gerade eine Jugendgruppe aufbaute. Aus den anfänglichen zwei Trainingstagen pro Woche wurden bald sieben Tage, an denen Arnim drei Stunden täglich trainierte. Nach einem halben Jahr wechselte er vom Kleinbillard zum Matchbillard. Er entwickelte sich schnell, was nicht zuletzt Heinrich Weingartners Training zuzuschreiben war. Zusätzlich spornte ihn die starke Konkurrenz mit Patrick Andre an, stetig weiter an sich zu arbeiten.
Die ersten Junioreneuropameisterschaften verliefen eher enttäuschend für ihn. Internationale Aufmerksamkeit errang er erst 1991 bei der Cadre-47/2-Europameisterschaft in Athen. Dort schlug er in der ersten Runde den amtierenden Europameister Johan Claessen aus Belgien und schloss mit einem respektablen sechsten Platz ab. Es folgten insgesamt vier Medaillen. Im Team mit Patrick Andre und Andreas Kronlachner wurde er Europameister der Jugendvereinsmannschaften. Ein internationaler Einzeltitel bei den Junioren blieb ihm jedoch verwehrt.
Diese Scharte wetzte Kahofer dann in der allgemeinen Klasse mit dem Gewinn der Freie-Partie-Europameisterschaft 1997 in Chemnitz aus. Den zweiten Titel gewann er in der Saison 2004/05 bei der Cadre-47/2-Europameisterschaft in Mataró. Das verhalf ihm auch zum Sieg in der „Classic Masters Trophy“, einer Gesamtwertung der Europameisterschaften einer Saison in den klassischen Seriendisziplinen.
Neben Weingartner zählten der mehrfache Europameister Franz Stenzel und Andreas Horvath zu seinen Trainern. Den Sprung in die Weltspitze verdankt er auch seinen Trainingspartnern Marco Zanetti und Tony Schrouwen.
Nach seinen großen internationalen Erfolgen in den Seriendisziplinen wandte sich Kahofer intensiver der (früher von ihm eher vernachlässigten) Disziplin Dreiband zu. Dort war er anfangs noch jahrelang von dem in allen anderen fünf Disziplinen (Freie Partie, Cadre 47/2, Cadre 71/2, Cadre 47/1 und Einband) erreichten Weltklasseniveau entfernt, das zu erreichen er aber natürlich auch im Dreibandspiel anstrebte. Ein deutlicher Schritt in diese Richtung gelang ihm im Jänner 2014 durch den Gewinn der 71. Österreichischen Staatsmeisterschaft Dreiband mit 1,363 GD. Diesen Titel hat er im Jänner 2015 souverän verteidigt. Im Februar 2016 wurde er in Viersen zusammen mit Andreas Efler Dritter bei der Dreiband-Weltmeisterschaft für Nationalmannschaften, 2018 erreichten die beiden dort den zweiten Platz.

## Sonstiges
Er studierte an der Technischen Universität Wien. Hauptberuflich ist Kahofer Architekt.

## Erfolge
- Classic Masters Trophy:   2004/05
- Europameisterschaft:   1997 (Freie Partie), 2004 (Cadre 47/2), 2024 (Einband) •   2002 (Cadre 71/2), 2004 (Cadre 47/2), 2008 (Cadre 47/2) •    2006 (Cadre 71/2), 2006 (Cadre 47/2)
- Dreiband-Team-WM:   2018 •    2016
- Dreiband-Europameisterschaft der Junioren:   1996
- Freie-Partie-Europameisterschaft der Junioren  1991
- Cadre-47/2-Europameisterschaft der Junioren:  1995
- Österreichische Staatsmeisterschaft Dreiband:  2014, 2015, 2017, 2019  2003, 2007, 2013  2009, 2016, 2018
- Österreichischer Einzel-Staatsmeister: 64 ×
- ANAG Billard Cup (Triathlon):    2011, 2013

Quellen: